# Diakonie-Klinikum Stuttgart
Das Diakonie-Klinikum Stuttgart ist ein Krankenhaus in Stuttgart-West und Akademisches Lehrkrankenhaus der Eberhard Karls Universität Tübingen. Jährlich werden über 21.000 Patienten stationär behandelt, etwa 90.000 Patienten ambulant. Vorsitzender des Aufsichtsrats der gGmbH war seit Gründung 2003 Dietrich Bauer, heute Alfred Lein. Bis zum 30. November 2011 war Volker Geißel Geschäftsführer, der altersbedingt ausschied. An seine Stelle trat der bisherige Verwaltungsdirektor Bernd Rühle. Das Diakonie-Klinikum Stuttgart ist Mitgesellschafter am Evangelischen Bildungszentrum für Gesundheitsberufe Stuttgart (EBZ).
Das Haus ist als regionales Traumazentrum zertifiziert. Es verfügt über einen Schockraum und eine moderne interdisziplinäre Notaufnahme.

## Geschichte
Das erste Krankenhaus der Stuttgarter Diakonissenanstalt war das Paulinenhospital in der Forststraße, das im Jahr 1854 auf Initiative der Stuttgarter Kaufmannsfrau Charlotte Reihlen und Prälat Sixt Carl von Kapff gegründet wurde. Am 16. Januar 1906 weihte König Wilhelm II. von Württemberg zusammen mit seiner Frau Charlotte das als Chirurgische Klinik geplante Wilhelmhospital ein. Die Namen der nach dem Ehepaar benannten Gebäudeabschnitte „Wilhelmhospital“ und „Charlottenbau“ sind bis heute erhalten geblieben. Paulinenhospital und Wilhelmhospital wurden 1960 zum Diakonissenkrankenhaus zusammengelegt. Das Diakonie-Klinikum Stuttgart entstand am 1. Januar 2003 durch die Fusion der Orthopädischen Klinik Paulinenhilfe (gegründet 1845) und dem Diakonissenkrankenhaus Stuttgart.
Das Diakonie-Klinikum erhielt an der Rosenbergstraße einen Neubau, dessen erster Bauabschnitt 2004 eingeweiht und dessen zweiter Bauabschnitt 2007 abgeschlossen wurde; es war seinerzeit eines der größten Krankenhausbauprojekte in Baden-Württemberg. Seit 2005 ist die Diakonie-Klinikum Stuttgart Diakonissenkrankenhaus und Paulinenhilfe gGmbH, wie die korrekte Firmierung lautet, am gemeinsamen Standort in der Rosenbergstraße in Stuttgart.

## Fachabteilungen und Spezialisierungen
Das Diakonie-Klinikum Stuttgart verfügt über folgende Fachabteilungen:
- Innere Medizin, mit folgenden Schwerpunkten: Hämatologie, zur Behandlung von Leukämien und maligner Lymphome mit autologer Stammzelltransplantation, Behandlung aller bösartigen Krankheiten der Onkologie, Abklärung unklarer Krankheiten, Spezielle Schmerztherapie, Rheumatologie und Immunologie, Endokrinologie, Diabetologie, Gastroenterologie, Kardiologie mit zwei Herzkatheteranlagen inkl. EPU, Internistische Intensivmedizin, Nephrologie und Pulmonologie.
- Gynäkologie mit folgenden Schwerpunkten: Allgemeine operative Gynäkologie, Operative Sterilitätsdiagnostik und -therapie, Allgemeine operative Gynäkologie.
- Chirurgie mit den Schwerpunkten Allgemein- und Viszeralchirurgie, Endokrine Chirurgie, Plastische Chirurgie, Ästhetische Chirurgie, Handchirurgie, Gefäßchirurgie, endovaskuläre Gefäßtherapie sowie Thoraxchirurgie und Unfallchirurgie; minimalinvasive Operationen an Schilddrüse und Nebenschilddrüse
- Psychosomatische Medizin und Psychotherapie mit den Schwerpunkten stationärer Behandlung von Patienten mit Essstörungen wie Magersucht und Ess-Brech-Sucht (Anorexia nervosa, Bulimia nervosa und Binge Eating) ab dem 16. Lebensjahr, Behandlung somatoformer Störungen sowie einer psychosomatischen Tagesklinik.
- Urologie, mit folgenden Schwerpunkten: Steintherapie inklusive ESWL (Steinzertrümmerung mittels Stoßwellen), Steinlasertherapie zur endoskopischen Zertrümmerung von Steinen, Behandlung gutartiger Vergrößerungen der Prostata mit Greenlight-Laser, Nd:YAG-Laser zur Therapie von Tumoren, Transurethrale Operationen (Operationen durch die Harnröhre und die Harnleiter), Minimalinvasive Nierensteinchirurgie, Große Tumorchirurgie urologischer Tumoren: Nieren (wenn möglich organerhaltende Tumorentfernung), Neoblase, Prostata, Hoden, Penis, Harninkontinenzoperationen (Blasenhebungsoperationen bei unwillkürlichem Urinverlust bei der Frau, TVT, TVT-O, künstlicher Schließmuskel), Laparoskopische Operationen an Prostata, Nieren und Harnleiter, Laparoskopische Radikale Prostatektomie, Laparoskopische pelvine Lymphadenektomie bei Prostatakrebs, Laparoskopische Nierenentfernung, Laparoskopische Nierenbeckenabgangsplastik, Laparoskopische Lymphknotenentfernung retroperitoneal bei Hodentumor, Penisprothesen, Implantationen, Chemotherapie urogenitaler Tumoren, HIFU-Therapie (hochintensiver fokussierter Ultraschall) bei Prostatakrebs; seit dem Jahr 2016 werden Prostata-Operationen mit dem Da-Vinci-Operationssystem durchgeführt.[5]
- Radiologie mit zwei 80-Zeilen-CTs, einem 1,5 Tesla Kernspintomographen, drei Bucky-Tischen, drei Rasterwandgeräten
- Nuklearmedizin mit Doppelkopf-Gammakamera
- Strahlentherapie mit zwei VMAT-fähigen Beschleunigern
- Anästhesie mit Schmerztherapie und Intensivmedizin
- Physiotherapie

Für eine optimale fachübergreifende Behandlung wurden folgende medizinische Zentren etabliert:
- Interdisziplinäres Brustzentrum
- Uroonkologisches Zentrum mit Prostatakrebszentrum, Nierenkrebszentrum und Blasenkrebszentrum
- Kontinenz- und Beckenbodenzentrum
- Darmzentrum
- Zentrum für Erwachsene mit Behinderung
- PET-Zentrum
- Onkologisches Zentrum
- Hämatologisches Zentrum
- Endokrines Zentrum
- Gefäßzentrum
- EndoProthetikZentrum der Maximalversorgung für Hüft- und Kniegelenksersatz, Fuß- und Sprunggelenk, Sportorthopädie und Schulterchirurgie, Rheumatologie sowie Unfallchirurgie und Wirbelsäulenzentrum
- Traumazentrum
- Ein mit einem Team aus Orthopäden, Neurochirurgen und Unfallchirurgen besetztes Wirbelsäulenzentrum. Dort wird angeboten: Mikroskopische und minimal-invasive Operationen bei Bandscheibenvorfällen und Verengungen des Spinalkanals, Ersatz von erkrankten Bandscheiben durch Bandscheibenprothesen im Bereich der Hals- und Lendenwirbelsäule, dynamische, nicht versteifende Stabilisierung an der Lendenwirbelsäule, Versteifungsoperationen bei Instabilitäten, Fehlstellungen (z. B. Wirbelgleiten, Skoliose) und Entzündungen der Wirbelsäule, Stabilisierungs- und Dekompressionsoperationen bei Rheumabefall, Frakturen und Verletzungen (Wirbelbrüche, Wirbelverrenkungen) der Wirbelsäule sowie Stabilisierung und Aufrichtung von Wirbelbrüchen (Frakturen) bei Osteoporose mit Knochenzement (Kyphoplastie/Vertebroplastie).

## Dokumentation über die alltägliche Arbeitsroutine 2021
Eine Dokureihe blickt 2021 im Diakonie-Klinikum – authentisch – in den Klinikalltag und zeigt ganz nah die Arbeit von Ärzten und Pflegekräften, die ihren Beruf lieben.
Titel der Serie ist SOS Großstadtklinik. Eine Besonderheit der Aufnahmetechnik sind dabei 17 Remote-Kameras, die über mehrere Wochen Ausschnitte aus vier Stationen des Diakonie-Klinikums in Stuttgart aufgenommen haben, ohne dass Kamerateams im jeweiligen Raum anwesend sind.

## Fotos

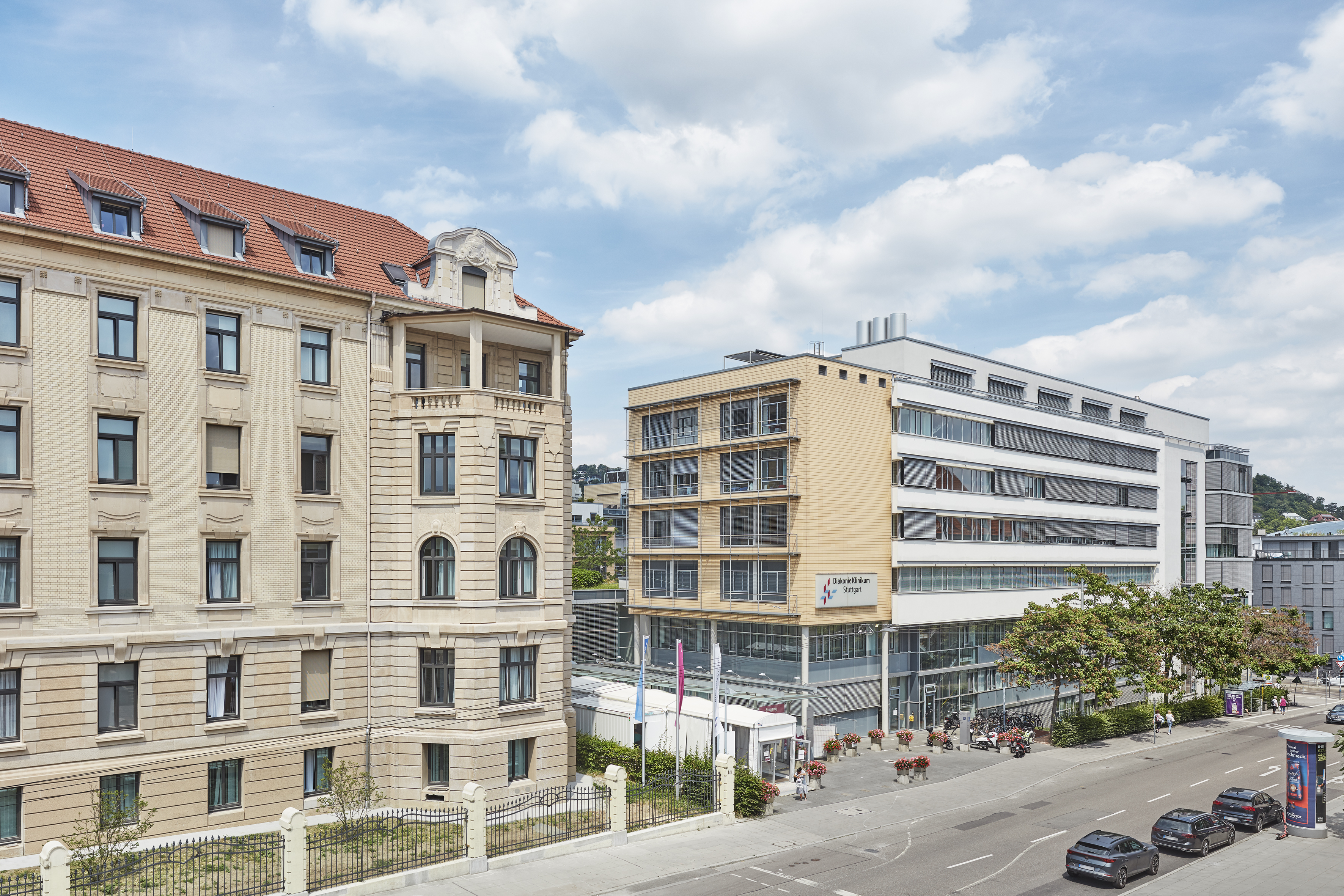
Diakonie-Klinikum Stuttgart
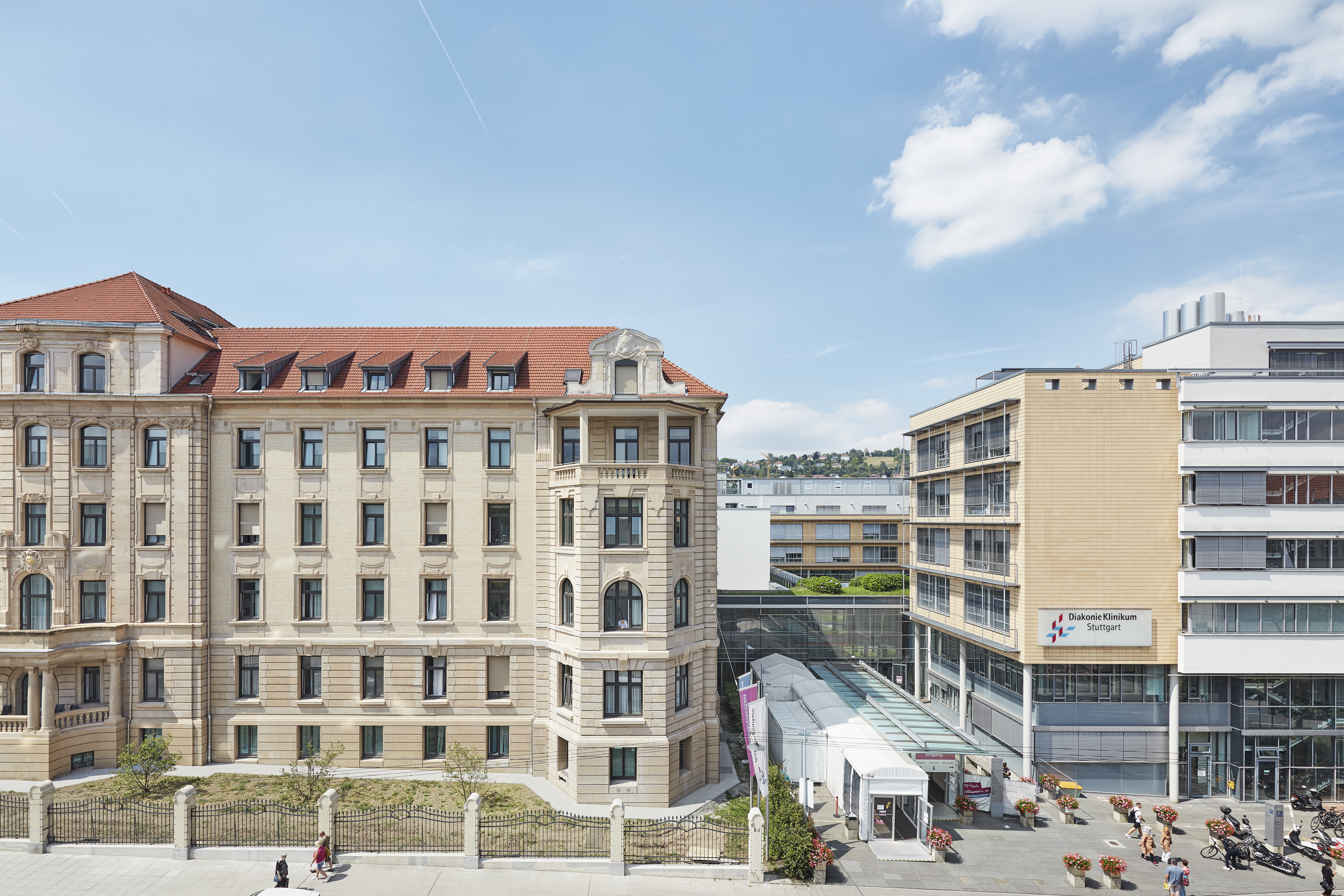
Eingangsbereich des Diakonie-Klinikums Stuttgart
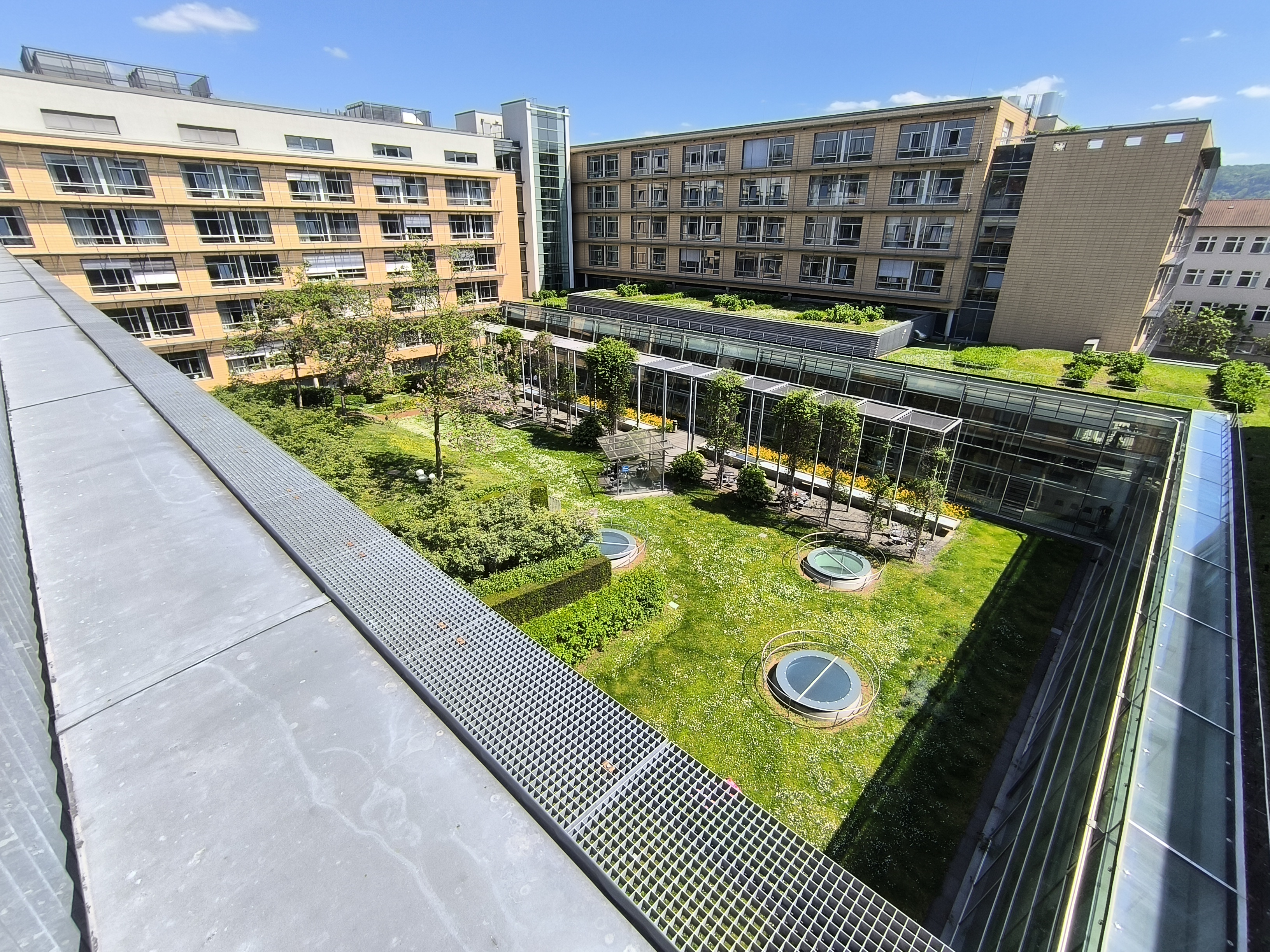
Patientengarten des Diakonie-Klinikums Stuttgart
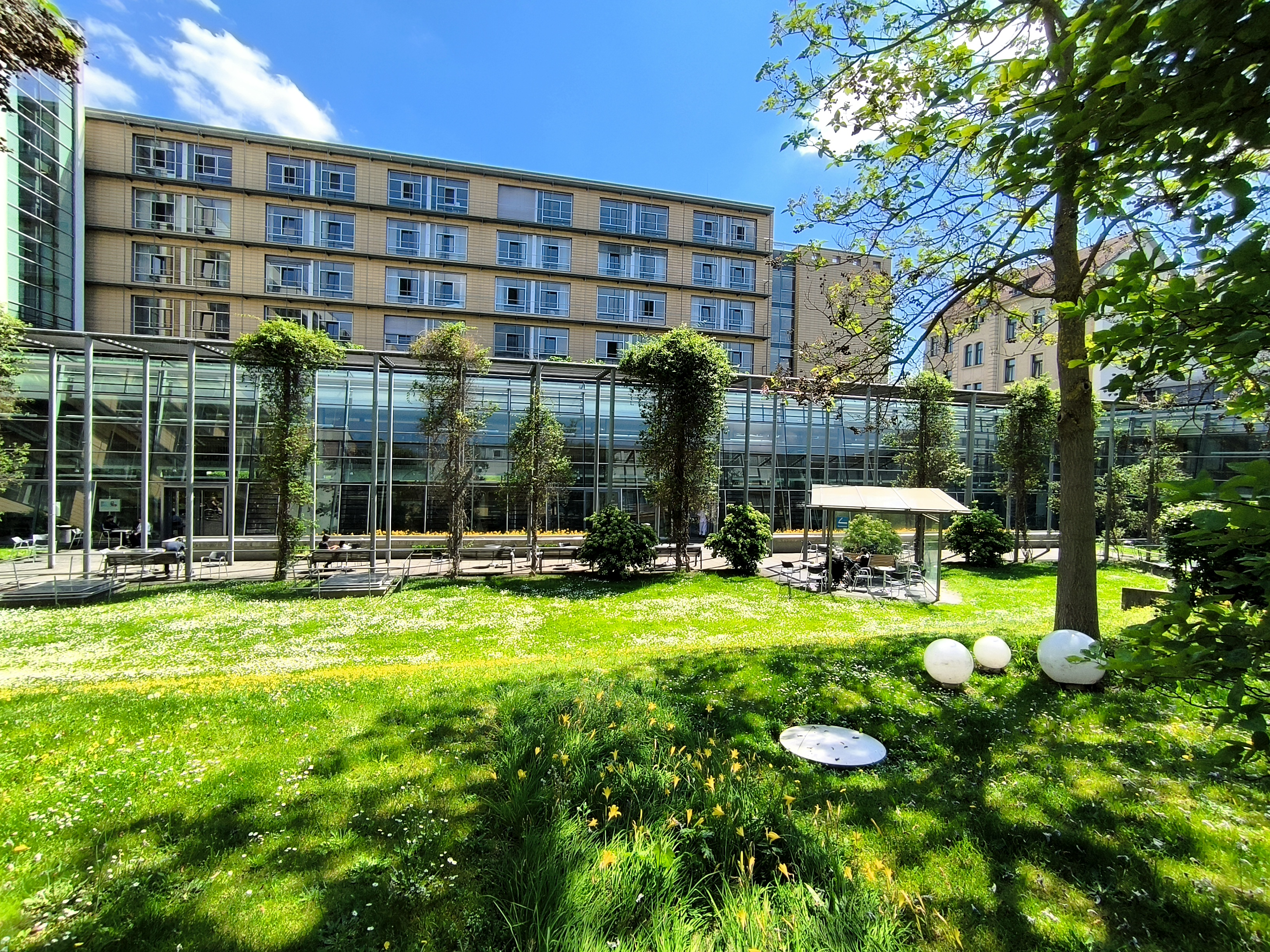
Patientengarten des Diakonie-Klinikums Stuttgart